# プラウド・ボーイズ

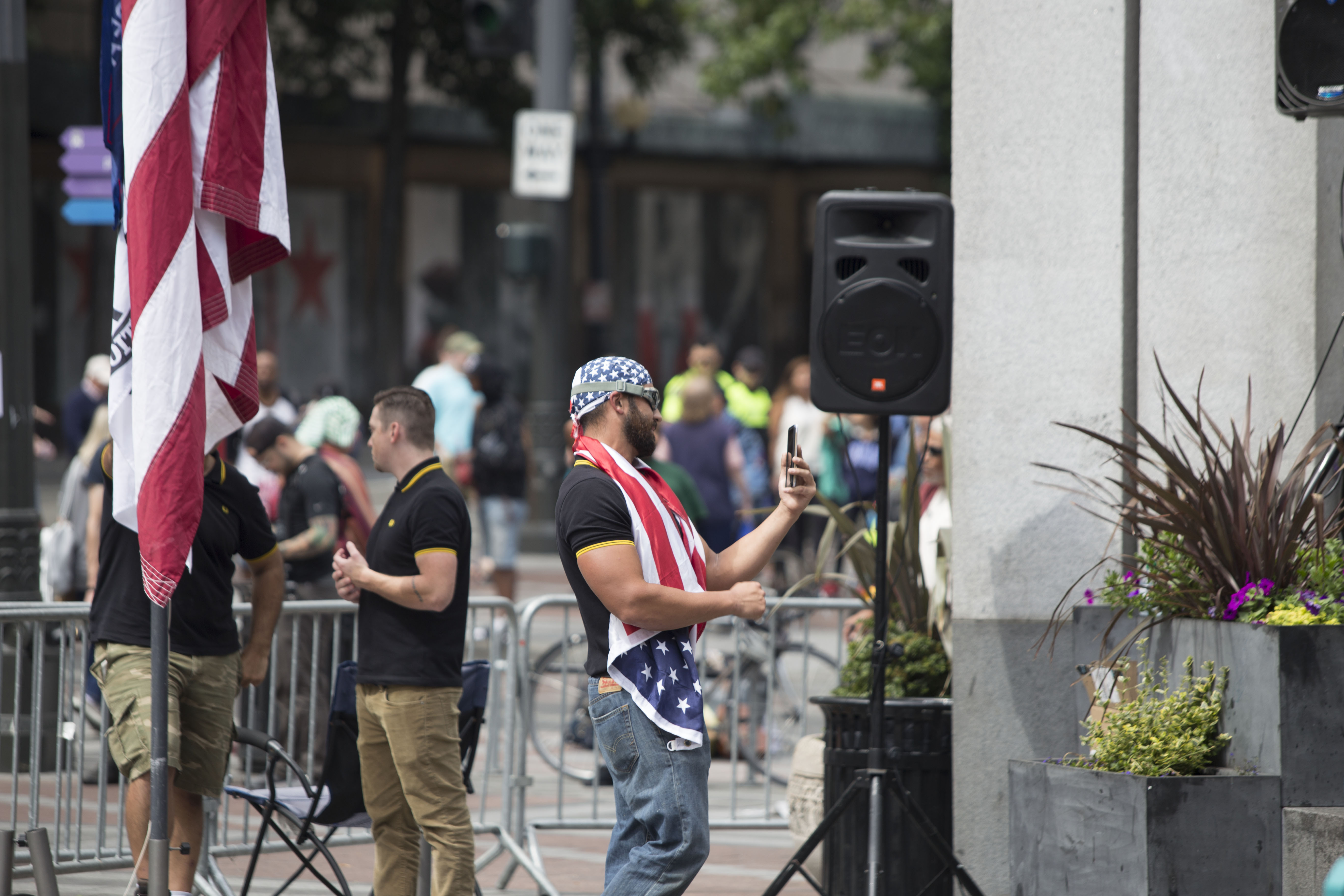
プラウド・ボーイズのメンバー（2017年 シアトル）

プラウド・ボーイズ（英語: Proud Boys）とは、アメリカ合衆国およびカナダの男性のみによって構成される、ネオ・ファシズム思想を有するオルタナ右翼団体。

## 概要
カナダのエッセイスト、ヴァイス・メディア共同創業者であるギャヴィン・マキニスによって2016年に創設された。正式な立ち上げは同年9月に、極右のウェブサイトTaki's Magazine上で、ディズニーのミュージカルアラジンの曲である“Proud of Your Boy”から冗談で命名されて作られたものである。団体の信条は、創設者により「現代社会を形作った事を詫びるのを拒否する西洋文化優位主義者」(“Western chauvinists who refuse to apologize for creating the modern world.”)だと説明されている。現リーダーはラテン系アメリカ人によるドナルド・トランプ支持団体「ラティーノス・フォー・トランプ」の幹部でもあるキューバ系アメリカ人のエンリケ・タリオである。2021年2月、カナダ政府からテロ組織の認定を受けた。

## 活動
現在、ニューヨークやポートランドといったアメリカ全土の都市部で活動している。その他、カナダ、オーストラリア、イギリスにも拠点がある。
プラウド・ボーイズは数々の演説活動、抗議活動を起こしており、「女性蔑視や暴力賛美の歴史がある」として南部貧困法律センター (SPLC) によってヘイトグループと位置づけられており、一時はFBIによって白人至上主義とつながりのある過激グループに分類されていた。
創設者のギャビン・マッキンズは、2018年に、日本の右翼で浅沼稲次郎暗殺事件を起こした山口二矢の格好をして寸劇を行ったマンハッタンでのイベント後に起きた、10名の逮捕者を出した無政府主義者との衝突後に、団体から離れている。
2021年アメリカ合衆国議会議事堂襲撃事件に参加した事に関連して、多くのメンバーが共謀罪などで逮捕された。リーダーのエンリケ・タリオはワシントンD.C.でBLM運動の旗を燃やす活動に参加した事に関連して、議会襲撃の前に逮捕された。2023年9月5日、ワシントンの連邦地裁は扇動を共謀した罪と大統領の権限移行の妨害を図った罪でエンリケ・タリオに禁錮22年を言い渡した。
2025年1月20日、大統領に返り咲いたドナルド・トランプは議事堂襲撃事件で起訴された参加者のほぼ全員となる1500人余に恩赦を与え、タリオは21日に釈放された。

## 対立勢力
アンティファのような左派勢力やブラック・ライヴズ・マター運動のようなリベラル系運動とは強い対立関係にあり、政治的な市民運動（ジョージ・フロイド抗議運動など）では両者が対峙するたびに時に暴力事件にも発展する衝突を起こしてきた。これまでにはパトリオットプレイヤー（ポートランドに拠点を置く極右団体）やアメリカン・ガード（元ネオナチのVinlanders Social clubのメンバーによって創設された極右団体、人種は問われない）、スリーパーセンターズやオース・キーパーズなどの民兵組織と共同で集会を開いており、その度にANTIFA等の極左集団と揉めごとが起きている。

## トランプによる言及
2020年9月に行われた2020年大統領選討論会において、現職大統領だったドナルド・トランプは、プラウド・ボーイズを擁護するかのような発言を行った。

## 制服
プラウド・ボーイズは、2014年まで遡る創設者の指示により、モッズやスキンヘッズなどのサブカルチャーやイギリス国民戦線の文脈に従い、フレッド・ペリーのブラック・イエローのポロシャツを「非公式の制服」としていた。ポロシャツ以外にも、フレッド・ペリーの月桂樹のロゴを模したシャツやパーカーなどを着ている場合もある。また、支部によってはその独自のロゴがプリントされた黄色のシャツを着ていることもあれば、プレートキャリアを付けているメンバーも見られる。ほとんどのメンバーがどちらの側にいるかを判別させるために黄色いバンダナを付けている。
なお、フレッド・ペリー側は象徴として使われることに強く抗議し、北米市場にてブラック・イエローのポロシャツの販売を停止、メンバーらに着るのをやめるよう呼びかけた。